# Ebioniták
Az ebioniták egy az 1. században keletkezett zsidókeresztény szekta tagjai, akik tagadták Jézus Krisztus istenségét, preegzisztenciáját, valamint szűzi születését.
A magukra használt ebionita név, amely a héber ebionim, szegények (אביונים) szóból ered, valószínűleg utalás a hegyi beszéd szegényeire is (vö. Mt 5-6). Írásaik (pl. az ebionita evangélium) csak töredékesen maradtak meg.

## Történetük
Kr. u. 66–67-ben a Jordán folyó keleti partjára, Pellába menekült keresztényekből alakult Jeruzsálem zsidó háborút követő elpusztulása után. Szoros kapcsolatban álltak a qumráni esszénusokkal, akiknek 70 után megmaradt tagjai valószínűleg az ebionitákba olvadtak be.
Kelet-Jordániában követőik még a 7. században is éltek. A későbbi keresztény teológiára nem, az iszlámra viszont erős hatással voltak.

## Tanaik
A valószínűleg többféle irányzatra oszló ebioniták tanairól főleg Szent Iréneusz, Tertullianus, Órigenész és Hippolütosz tájékoztat.
Tagadták Krisztusban a Fiú öröktől való létét (preegzisztencia) és szűzi születését. Szerintük Jézus csak ember volt, a megígért Messiás, és emberként is tér vissza a földre, hogy uralkodjék. Az üdvösséghez szükségesnek tartották a mózesi törvény követését és a vasárnap mellett megülték a szombatot is. Átvették a kelet-jordániai zsidó keresztelő szekták szokásait, a többszörös keresztséget, rituális mosdásokat, és elvetették a Szentírás nagyobb részét, főként Pál apostol leveleit nem fogadták el kánoninak. Egy „hamis részektől megszabadított” Pentateuchust használtak és egy átdolgozott Máté-evangéliumot.  
A századok folyamán vallásukat zsidó és „pogány” nézetekkel keverték.